# 宋飞传
，又译《辛菲尔德》，是美國國家廣播公司播出的广受欢迎的情景喜剧，每集约20分钟，於1989年7月5日开始播出，至1998年5月14日结束，共九季，180集。目前有些电视台仍在重播该剧。该剧由傑里·賽恩菲爾德（Jerry Seinfeld）和拉里·大卫（Larry David）主创，杰里·辛菲尔德同时饰演同名剧中角色。
故事的背景设定在曼哈顿上西城，其中主要人物有杰里·辛菲尔德、杰里的好友乔治·康斯坦扎、杰里的前女友伊萊恩·貝奈斯及杰里的邻居科斯莫·克萊默四位。《宋飞传》与其它情景喜剧（如《老友记》）最大的区别在于它是"A show about NOTHING"，没有主题，没有主线。每集故事自成一体，主要情节即是四位主要人物的日常生活、工作、异性关系等等，笑料也在这其中铺设。
该剧在播出后获得极大成功，收视率连年居高，曾获艾美奖、金球奖和影视演员协会奖，其中创制的不少短语已融入美国口语之中。2002年美国《电视指南》杂志将其评为有史以来最伟大的电视节目。2008年，《娱乐周刊》杂志评出近25年来最受欢迎之电视剧，该剧排名第三位，仅次于《黑道家族》和《辛普森一家》。

## 角色

### 主要角色
傑瑞·宋飛 —— 傑瑞是一位“三流名人”脫口秀喜劇演員，在他生活圈子的人物所造成的集體瘋癲中，他經常被描述為“理性的聲音”。 節目中的角色是一個和順的細菌恐懼症和整潔癖的怪胎，以及熱血的超人、紐約大都會棒球隊和早餐穀物片粉絲。傑瑞的公寓是他古怪的朋友們經常出入的一個中心天地，也是節目的焦點場境。 
伊萊恩·貝奈斯 (茱莉亞·路易斯-德瑞弗斯 飾演) —— 伊萊恩是傑瑞的前女友，後來成為朋友。 她為人友善，諷刺的是，她同時也很自私和無組織。她有時傾向對人過於誠實（通常是在發脾氣時），這常常讓她陷入麻煩。她通常會感染到男友的怪癖、古怪雇主不尋常的行為和特殊癖好，以及不善於適應完全陌生的人；有對跟她約會的男人身上做出糟糕選擇的傾向，並且經常作出過度反應。起初，她跟李普曼 (Lippman) 先生在彭德出版社 (Pendant Publishing) 工作，後來被聘為畢先生 (Mr.Pitt) 的私人助理，後來為 J. 比得曼 (J. Peterman) 名錄公司工作，擔任虛有其名的助理。 伊萊恩這角色被人們普遍認為是大衛和辛菲爾德早期在紐約要成為喜劇演員而努力打拚時的共同女朋友。
科斯莫·克萊默（邁克·里察斯 飾演）—— 克萊默是傑瑞游手好閒的鄰居。 他的標誌包括詼諧豎起的龐巴度髮型、復古的衣著，以及滿身動力地以滑入方式爆開傑瑞的公寓大門進屋。克萊默在很大程度上以大衛在曼哈頓時業餘喜劇歲月中的一位鄰居為原型。有時，他顯得天真、沒受過教育和衝動，另一方面又顯得機智、樂於助人和善解人意； 同樣，具有魅力和悠閒的個性，使他在社交方面也非常成功。 這從他對女性和雇主的成功中可見一斑。 他被描述為“跟風潮的傻瓜”。 雖然他從來沒有一份穩定的工作，但很少缺錢，並且經常開創一些古怪的計劃，這些計劃一開始是奏效，往往失敗告終。紐曼是克萊默最好的朋友，儘管他們之間有分歧，但他們合作得很好 。
喬治·科斯坦薩（傑森·亞歷山大 飾演）—— 喬治是傑瑞高中以來最好的朋友。 他小氣，迂腐，對事實視而不見，嫉妒別人的成就。他被描繪成一個失敗者，永遠對自己的能力缺乏信心。他很容易就他的職業、人際關係和幾乎所有其他事情咆哮和撒謊，這通常會給他以後帶來麻煩。 在撒謊或編造隱瞞故事時，他經常使用別名厄爾·范德萊 (Art Vandelay)。 儘管有這些缺點，喬治對他的朋友非常可靠，並且在約會女性方面取得了成功，最終獲得了紐約洋基隊行程秘書助理的固定職業。

### 常設角色
有許多角色在劇中出現多次，例如與傑瑞同大廈的死對頭郵差紐曼 (韋恩·奈特) 和他的利奧叔叔 (連·萊瑟)。 除了多次出現的角色外，宋飛還有許多名人參與演出，他們以自己本人或女朋友、男朋友、老闆和其他熟悉人物的身份出現。 許多客串演員本身已經眾所周知，或者在他們期後的演員生涯成為家傳戶曉的人物。

## 情節主線
《宋飛正傳》不少集數都是取材自編劇現實生活的體驗，而故事中的角色將這些經歷重新演釋出來。例如，喬治在“復仇”的情節就是取材自拉里·大衛在 《周六夜現場》 的感受。「比賽」也是根據大衛的經驗而來的。「罷工」取材於其中一位編劇丹·奧基夫 (Dan O'Keefe) 的父親，他創造了自己的節日，一如劇中喬治父親設立了 Festivus 這個節日。另一故事「臭味車」的情節是根據另一位編劇彼得·米路文 (Peter Mehlman) 的律師朋友，他無法弄走從他的車裡嗅到難聞的氣味。“中餐廳”有喬治、傑瑞和伊萊恩一起，在整個劇集等候空檯。分成 2 集的「男朋友」圍繞著名捧球手基斯·赫南德茲 (Keith Hernandez) 開展。 「背叛」以使用倒序著稱，其靈感來自哈羅德·品特 (Harold Pinter) 舞台劇《背叛》中的相似情節。在「大師」中，克萊默的訴訟與麥當勞咖啡案大致相近。「郊遊」主要基於編劇拉里·查爾斯 (Larry Charles) 聞說傑里·賽恩菲爾德性取向的謠言。正如三套宋飛 DVD 特輯 - 「關於沒什麼的解說 (Notes About Nothing)」、「透視 (Inside Look)」和「旁白 (Audio Commentary)」中所解釋的那樣，某些故事的靈感來自新聞頭條和謠言。

## 主題
《宋飛正傳》系列時常被描述為“關於沒有什麼的節目”。不過，賽恩菲爾德在 2014 年講及：「1988 年拉里和我到訪 NBC 時，節目的賣點，真正的賣點是我們想要展示喜劇演員如何獲得他的素材。這個“關於沒有什麼的節目”只是許多年後某集中的一個笑話，拉里和我直到今天都驚訝於人們用此方式去描述這個節目，因為對我們來說這是相反的。」 該節目的大部分笑料都在於不斷使用諷刺、牛頭不對馬嘴和（往往是不幸的）巧合作為許多個別劇情和笑位的橋段。
《宋飛正傳》突破了主流電視劇的多項傳統。拉里·大衛因拒絕跟從可預見的處境喜劇情節公式而受到稱讚，一般公式將會安排傑瑞和伊萊恩之間發展出燦爛的浪漫關係。 該節目沒有為劇中角色提供成長或重修舊好，及避開多愁善感情況。一集通常是由幽默帶動，中間穿插著性格奇特的角色間無關痛癢的衝突。許多集數都圍繞著角色周旋於他人的生活而展開，通常是伴隨著災難性的結果。在設定上，角色不會在整個系列中有所發展或改進，這概念在“不擁抱，不學習”規則中體現出來。同樣與大多數處境喜劇區別的是，此劇沒有悲傷的時刻；觀眾永遠不會為任何角色感到難過，甚至喬治女友蘇珊的死也沒有引起節目中任何人真誠的傷感。宋飛不迴避從死亡到疾病再到殘疾的棘手話題。
眾主角是“三十多歲的單身，無明確身份，沒有出身根源，自覺漠視道德”。戲劇通常的一貫手法，例如將角色與扮演角色的演員分開，將角色的世界與演員和觀眾的世界分開，都被《宋飛正傳》打破了。其中有一個這樣故事架構的例子，是角色要宣傳一套名為《傑瑞》的電視處境喜劇系列。劇集中的所講述處境劇主角，傑瑞，很像《宋飛正傳》，因為此節目是“關於沒有什麼”的，宋飛要扮演自己。虛構的《傑瑞》是在第四季結局中推出的，但與《宋飛正傳》不同的是，最終它並沒有被選取成為一個系列。《傑瑞》是劇中後設作品的眾多例子之一，有不少劇中出現的電影是《宋飛正傳》特製的虛構電影，如《羅謝爾、羅謝爾》。由於這幾個元素，《宋飛正傳》成為自《踎低噴飯的飛行馬戲團 (Monty Python's Flying Circus)》以來第一部被廣泛描述為後現代的電視劇。
傑里·賽恩菲爾德是雅培 (Abbott) 和科斯特洛 (Costello) 的狂熱粉絲，並表揚雅培和科斯特洛秀 (The Abbott and Costello Show) 對《宋飛正傳》的影響。「節目中的每個人都知道我是其擁躉。我們總是開玩笑說我們是如何從他們的節目中搞出點子的。喬治和我經常會進入一個帶有雅培和科斯特洛舊節目節奏的即興演出。有時我會像雅培打科斯特洛一樣擊打喬治的胸口。」該系列還引入不少團隊的參考材料。喬治·科斯坦薩的中間名字是“路易斯”，以科斯特洛的名字命名。“老人”一集中創造了有一個脾氣暴躁的角色，名叫“席德·菲爾茲”，在團隊的電視節目中向房東致敬。克萊默的朋友叫米奇·雅培。 J.彼得曼名錄的撰稿人艾迪·謝爾曼 (Eddie Sherman) 是製作團隊長期經理人的名字。在第 3 季第 13 集中，克萊默聽到了著名的雅培和科斯特洛的台詞，“他的父親是個混蛋，他的母親是個混蛋。”

## 妙語精句
該系列在播放中憑空創造了許多術語、潮語或重新流行起來的用語，並已成為流行文化的一部分，包括“Yada，yada，yada”，“沒有湯給你！” 和“並不是這樣有什麼問題”。
從某些《宋飛正傳》集數逐步發展出宋飛式的詞彙和反覆出現精警用語被稱為 “ 宋式語言 (Seinlanguage) ”，這是傑里·賽恩菲爾德的幽默暢銷書的書名。

## 音樂
《宋飛正傳》的一個標誌是它的主題音樂。喬納森·沃爾夫 (Jonathan Wolff) 創作，由鮮明的低音電結他範本獨奏即興彈奏出而成，作為開場及過場的音樂，通常伴以節奏口技。在試播集的第一次播放後，低音電結音樂最終取代了傑普·愛潑斯坦 (Jep Epstein) 的原本鋼琴/合成音樂。該節目並沒有一首傳統的主題音樂，在開始對白或動作時播放。它們在每一集都不同，並以即興的放克風格播出。附加主題音樂就是由合成的中音銅管樂器帶領著的合奏曲在每集結束播出。
在第三季第一集「便條」開場/過場音樂中，特別由一位爵士擬聲吟唱的女歌手演唱了一節聽起來像“容易擊敗”的語句。 傑里·賽恩菲爾德和執行製片人拉里·大衛都喜歡喬納森·沃爾夫的添加內容，並且用這種新風格的音樂製作了三集。然而，他們卻疏忽了將這一變化通知全國廣播公司 (NBC) 和城堡石 (Castle Rock) 的高層，而當本季首播時，高層們感到驚訝和不悅，並要求他們恢復原來的風格。隨後的兩集要重做，使這一集成為唯一添加音樂元素的集數。路易絲·卓佛在對「便條」的評論中，諷刺地暗示它被刪除，因為觸動的歌詞與當時的低收視率有密切關係。
在最後三個季度中，這些片段微調成更加瘋狂的節奏；除了早期季度的範本低音結他之外，還添加了另一把低音結他音樂。在整個劇集中，主題可以根據情節以不同的方式重新編排。例如，部場面分發生在印度的「背叛」中，主題音樂聽起來像是用錫塔琴演奏的。
數碼原聲帶於 2021 年 7 月 2 日發行。
所有音樂均由喬納森·沃爾夫創作。

## 集數
| 季數 | 季數 | 集數 | 播映期間        | 播映期間        | 排名 | 收視 | 觀眾 (百萬) |
| 季數 | 季數 | 集數 | 開始日期        | 結束日期        | 排名 | 收視 | 觀眾 (百萬) |
| ---- | ---- | ---- | --------------- | --------------- | ---- | ---- | ----------- |
|      | 1    | 5    | 1989年7月5日年  | 1990年6月21日年 | N/A  | N/A  | 19.2        |
|      | 2    | 12   | 1991年1月23日年 | 1991年6月26日年 | N/A  | N/A  | 18.1        |
|      | 3    | 23   | 1991年9月18日年 | 1992年5月6日年  | 41   | 12.3 | 17.7        |
|      | 4    | 24   | 1992年8月12日年 | 1993年5月20日年 | 25   | 13.7 | 20.0        |
|      | 5    | 22   | 1993年9月16日年 | 1994年5月19日年 | 3    | 19.4 | 29.6        |
|      | 6    | 24   | 1994年9月22日年 | 1995年5月11日年 | 1    | 20.6 | 31.1        |
|      | 7    | 24   | 1995年9月21日年 | 1996年5月16日年 | 2    | 21.2 | 33.1        |
|      | 8    | 22   | 1996年9月19日年 | 1997年5月15日年 | 2    | 20.5 | 32.3        |
|      | 9    | 24   | 1997年9月25日年 | 1998年5月14日年 | 1    | 22.0 | 35.5        |

《宋飛正傳》從當時以家庭和群體為主的處境喜劇中別樹一格。主要角色與家庭或工作無大關連，但在整個系列中保持明確的親密朋友關係。
許多角色主要是賽恩菲爾德和大衛在現實生活中熟識的人為依據。兩個明顯重複出現的角色來自知名人士：J.彼得曼名錄的 雅格布．彼得曼（參照 約翰·彼得曼），和紐約洋基隊的擁有人喬治·史坦布瑞納 (George Steinbrenner)
。 也有許多角色以新進作家身分涉及賽恩菲爾德而引入。其他以真人為本的角色包括「納粹湯」和仿照 約翰尼·科克倫 的 積奇·奇利斯。
賽恩菲爾德按照自己的故事結構：貫穿劇集主題在每一集開頭出現，相關角色以他們自己的狀況開始。不同故事線之間的場景快速轉換將各故事結合在一起。儘管它不像其他處境喜劇那樣遵循某種模式，但每一集中人物的故事都以不同的方式交織在一起。雖然有不同的情節線，但敘事方式揭示了創作者在次要角色之中“一直努力保持密切關係”。
該節目維持了很強的連續性 —— 過去出現劇集中的人物和情節經常被重提或發展。有時，某些故事情節跨越多集甚至整個季度。最令人難忘的是第四季，它圍繞著傑瑞和喬治向 NBC  進行節目試播集的推銷。另一個例子是傑瑞的女朋友雲妮莎，她在「賭注」這一集中出現，到「股票提示」時的發展未能如意，他結束了這段關係。其他例子是克萊默拿回他的夾克和伊萊恩主管“彼得曼名錄”。首七季的首席編劇兼執行製片人拉里·大衛關注細節並確保主角的生活保持一致和令人信服的而受到稱讚。《人生如戲 (Curb Your Enthusiasm) 》—— 大衛後來的喜劇系列 —— 整個系列中除了一個季度外，所有季度都以此概念去依據一個特定的主題來開展故事。
《宋飛正傳》之所以超前其他的處境喜劇的主要區別在於，主要角色從未從錯誤中吸取教訓。實際上，他們對外面世界，表現冷漠，有時甚至對彼此都漠不關心。節目製作人的口頭禪是：“不擁抱，不學習”。《娛樂周刊》的電視評論家肯·塔克將他們描述為“一班植根於嫉妒、憤怒、不安全感、缺乏希望、絕望以及對人類同胞缺乏信念的群體”。這導致劇集很少有愉快的結局，除非某人要付出代價。更常見的是，在每一集中，情況都會隨著角色得到應有的報應而解決。

### 第一季至第三季
該節目於 1989 年 7 月 5 日以《宋飛事記》(The Seinfeld Chronicles) 的名稱首播。播出後，NBC 似乎不太可能接受該節目，因此將節目給予福斯廣播公司 (Fox)，後者拒絕。然而，NBC 深夜和特備節目人里克·路德溫 取消了卜合的電視特輯，從預算中撥用資金，並拍攝了接下來的 4 集。這些劇數在周四晚上 9:30 在夏季重播《飲勝》(Cheers) 之後播出獲得了很高的評價，該系列終於被採用。 NBC 曾考慮在周六晚上 10:30 播出此劇，但把那個時段給了一部名為 《FM》 的短命處境喜劇。在 1990 年 ABC 短劇《馬歇爾事記 (The Marshall Chronicles)》 失敗後，該系列簡單地更名為 《宋飛正傳 (Seinfeld)》 接續播出。 在 1990 年夏天播出第一季的剩餘 4 集後，NBC 又預購了多 13 集。 拉里認為他和辛菲爾德沒有更多的故事可講，並建議辛菲爾德拒絕預購，但辛菲爾德同意了額外的集數。 由於海湾战争的爆發，第二季推遲了原定於 1991 年 1 月 16 日的首映。它放在星期三晚上 9:30 一個固定的時間段播出。並結果將老牌系列《晚間法庭》 搬到 9:00。
電視評論家支持《宋飛正傳》早期的季度，即使它在培養大量觀眾方面進展緩慢。在前三個賽季度中，傑瑞的脫口秀表演成為每集的結尾，甚至在節目中充當過場。有幾集更成為以後的季度定下了參照。「交易」通過制定關於睡在一起和保持朋友的規則來確立傑瑞和伊萊恩的關係。 「停車場」是第一集沒有觀眾席的場景，之後在「中餐館」中，沒有傑瑞的公寓出現。「鎖匙」包含與 CBS 節目 《梅菲·布朗》 的交集，標誌著競爭對手網絡之間的首次此類合作。「巴士小子」首次介紹喬治、克萊默和伊萊恩為自己的故事情節。儘管城堡石娛樂公司的格倫·帕德尼克 (Glenn Padnick) 認為辛菲爾德過於大方，但能夠凸顯跟他合演員的喜劇才能成為整個系列的標誌。
拉里·查爾斯 (Larry Charles) 為第二季寫了一集「賭注」，劇中伊萊恩從克萊默的朋友那裡買了一把槍。本集沒有拍攝，因為內容被認為是不可接受的，取而代之的是「電話留言」。原計劃用於第二季播出的「走不掉」改在第三季播出。為此，在這一集的開頭，傑瑞澄清了在第三季已失業的喬治在房地產工作的連貫性犯駁之處，因喬治在此集劇情中會遇到一位工作上的女同事。

### 第四季至第五季
第四季記錄著此處境喜劇打進尼爾森收視率前 30 名，與幾集受歡迎集數類似，例如喬治和泡泡男孩爭論問答遊戲答案的「泡泡男孩」，及「少年薄荷」中傑瑞和克萊默意外地在手術室裡失手掉下了一粒薄荷糖。這是第一個季度傑瑞和喬治使用他們自己創作的處境喜劇橋段。也是在這個時候，傑瑞的脫口秀場面慢慢減少，宋飛劇集過場的脫口秀部分亦被剪掉。
備受爭議的集數「比賽」引起了廣泛關注，這是由共同創作者拉里·大衛撰寫的艾美獎劇集，其主題被認為不適合黃金時段的網絡電視。為了避開這個禁忌，劇本中從未使用過“自慰”這個詞，而是用各種間接引用來代替。在那個季度中間，宋飛從最初的星期三晚上 9:00 時段，搬至星期四晚上 9:30 ，再一次緊接著《飲勝 (Cheers)》播放，這使該節目更加受歡迎。收視率也引發了這一次的改動，因為添姆·艾倫在美國廣播公司 (ABC) 上的處境喜劇《家居改善》 同時播出，而且在收視率上，不斷擊敗《宋飛正傳》。在泰德·丹森宣布《飲勝》結束之後 NBC 改動《宋飛正傳》放映時間，《宋飛正傳》迅速超過原先晚上 9:00 的收視率。《宋飛正傳》在 1993 年贏得了艾美獎傑出喜劇系列獎，擊敗了其以家庭為導向同時段的競爭對手《家居改善》，後者僅在競爭對手網絡 ABC 上播出第二季。
第五季的收視率更高，包括受歡迎劇集，如「蓬鬆的襯衫」，其中傑瑞在《今日秀 (The Today Show)》中穿著“海盜”襯衫感到尷尬。由魯迪·朱利安尼特別演出的「不肥乳酪」，朱利安尼是共和黨員然後當選紐約市長，和「相反」，其中喬治做了他的直覺告訴他應該做的相反事情，在紐約洋基隊找到了一份工作。因為一個喜劇的錯誤導致伊萊恩離開了“彭德出版社”。另一個故事情節是喬治返回與他的父母同住，在故事發展期間，克萊默創作並推廣他的咖啡桌書。該節目再次獲得傑出喜劇系列提名，但輸給了由 《飲勝》 衍生作品 - 第一季的 《費氏話你知 (Frasier)》。《宋飛正傳》整個系列每年都獲得同一個獎項的提名，但在 1994 年贏得第 45 屆黃金時段艾美獎後，總是輸給《費氏話你知》，後者在其 11 季中獲得了創紀錄的 39 項艾美獎.

### 第六季至第七季
在第六季，安迪·阿克曼取代 湯姆·切羅內斯成為該劇的導演。系列仍然廣受好評，亦製作了若干最出名的集數，例如「鬍子」，當中傑瑞接受測謊儀測試，讓他承認他看過肥皂剧《梅爾羅斯廣場》，「開關」，其中克萊默的媽媽，巴布絲，透露他的名字是科斯莫。以及伊萊恩第一次見到 J·彼得曼的「候補角色」。 本季所用的故事情節是伊萊恩擔任其古怪的老闆賈斯汀·皮特 (Justin Pitt) 的私人助理和喬治的父母暫時分居。這是《宋飛正傳》第一個季度在尼爾森收視率中排名第一。隨著所有四個主角的故事情節變得更加密集，使用傑瑞的脫口秀的表演減少了，結尾的脫口秀部分不再出現。
在第 7 季中，故事情節涉及喬治在《傑瑞》的試播失敗後與他的前女友蘇珊·羅斯 (Susan Ross) 訂婚。當中，喬治整個度季的大部分時間都在後悔並試圖擺脫婚事。除了常規的半小時劇集外，還有出名的 《凱迪拉克》，此為一小時分上、下兩部份的劇集，講及喬治計劃與獲獎演員瑪麗莎·托梅約會。還有伊萊恩和蘇兒·艾倫 (Sue Ellen) 在《瓶子貯蓄》中參與競投拍賣約翰·菲茨傑拉德·甘迺迪 (John Fitzgerald Kennedy JFK) 的高爾夫球桿的爭奪戰。

### 第八季至第九季
節目的收視率在最後兩季仍然強勁。由於拉里·大衛在第七季結束時離開了，雖然他繼續為斯坦布瑞納角色配音，故此辛菲爾德承擔了大衛作為節目統籌的職責，而在新的編劇指導方向下，《宋飛正傳》成為了一個節奏更快的節目。該節目不再設有傑里脫口秀表演的摘錄 —— 傑瑞在承擔新職責時沒有時間或精力來做這件事 —— 同時故事情節偶爾會探索一些夢幻和市井的幽默。例如，在「比扎羅傑瑞」中，伊萊恩在她完全相反的朋友之間左右做人難，而傑瑞與一位擁有如今出了名的“男人手”的女人約會。第八季的一些值得注意的集數包括「小踢腿」，展示了伊萊恩可怕的舞蹈，和「燒雞」，描繪了當時開業的《堅尼羅渣士燒肉餐廳 (Kenny Rogers Roasters)》。本季的故事情節涉及彼得曼在「基金會」一集前往緬甸，直到他在「金錢 (The Money)」內從神經衰弱中恢復過來，隨後伊萊恩在「范布倫男孩」中撰寫彼得曼的傳記，這導致克萊默仿效肯尼·克萊默在「鬆餅的上半部」中出現的真人觀光節目。
最後一季包括「梅爾夫·格里芬秀」等劇集，其中克萊默將他的公寓改造成脫口秀工作室並扮演脫口秀主持人的角色。「背叛 (The Betraya)」以倒敍的時間順序呈現蘇兒·艾倫 (Sue Ellen) 在印度的婚禮發生了什麼，以及喬治推著“青蛙過河”遊戲機穿過街道，模仿遊戲本身“青蛙過河”的動作。此最後一季還包括一個故事情節，當中伊萊恩與大衛·帕迪 (David Paddy) 有斷斷續續的關係。雖然演員們得到廣大歡迎並且樂意回來拍攝第十季，但辛菲爾德決定在第九季完結後結束節目，他相信能夠確保該節目能保留其質素並可保持領先地位。儘管 NBC 為他提供了超過一億美元的第十季，但辛菲爾德拒絕了。
在這個最後一季引起的重大爭議是克萊默在「 波多黎各日 (The Puerto Rican Day)」中意外燒毀了波多黎各國旗。這一幕在波多黎各人中引起了軒然大波，因此 NBC 只播放了一次。正如 DVD 上的《透視》中所揭示的那樣，傑里·辛菲爾德不讓這一集在廣播聯賣中繼續播放下去，以此來平息抗議者。然而，該集幾年後在未刪減的情況下被加回到廣播聯賣重播組合中。

### 系列終結集
在播出九年後，NBC 和傑里·辛菲爾德於 1997 年 12 月 25 日宣布，該系列將於 1998 年第二年春天結束製作。這消息登上了紐約主要報紙的頭版，包括《紐約時報》。傑里·辛菲爾德出現在《時代雜誌》 1998 年第一期的封面上。最終季於 1998 年 5 月 14 日播出，以由共同創作者兼前執行製片人拉里·大衛編寫的 75 分鐘長的一集（廣播聯賣剪輯為 60 分鐘，分兩部分）作結束。 最終集播出前播放了一個 45 分鐘回顧剪輯節目《年代記》。此回顧展節目在最初播出之後加長到一個小時，並在 NBC 作為一小時長的一集再次播出，此後一直在廣播聯賣播出。
這是自第七季最後一集「邀請」以來的一集，特別安排傑里·辛菲爾德在開場和結尾的脫口秀表演。大結局是在 NBC 高層和節目友好觀眾們面前拍攝。媒體和公眾被拒之門外，以保密其情節；參加最後一集拍攝的人必須簽署書面的“沉默誓言”。此項保密似乎只會增加對於該系列將如何結束的猜測。這一集的製作人對媒體作出了不實宣傳的耍弄，散佈了一個虛假謠言，關於紐曼最終住院、及傑瑞和伊萊恩坐在小教堂裡，可能要結婚。
最後一集獲得了歷史性的觀眾數量，估計有 7630 萬觀眾（佔當晚所有觀眾的 58%），使其成為美國電視歷史上第四大收視率最高的常規劇集，僅次於《風流軍醫俏護士》 ,《飲勝》和《法網恢恢》。然而，結局收到了評論家和節目粉絲褒貶不一的評價。在確定其真實故事情節 —— 一場漫長的審判，宋飛一班人因違反“救援義務”法而被起訴並被判處監禁。在此結局播出之前，似乎引發了多個假設的情節，結局嘲笑了不少這些流傳上的謠言。
福布斯雜誌指出，1998 年，連同廣播聯賣收益在內，辛菲爾德本人來自《宋飛正傳》中賺取的收益高達 2.67 億美元。他拒絕了 NBC 提供的每集 500 萬美元或總計超過 1 億美元的提議，以繼續到第 10 季。 NBC 向辛菲爾德提出的每集報價比以前任何電視上的報價高出三倍多。辛菲爾德告訴網絡媒體，他沒有結婚也沒有孩子，並希望專注於自己的個人生活。據 2007 年 7 月報導，他是電視行業收入第二高的人，當時年收入 6000 萬美元。劇集成為第一個握有每分鐘超過 100 萬美元廣告的節目，在此之前只有超級碗才能達到這一水平。

### 廣播聯賣
巴里·邁耶，華納兄弟娛樂公司主席，他宣稱，直到 2010 年 6 月，《宋飛正傳》獲得了 27 億美元收益。估算至 2017 年 2 月，節目在廣播聯賣上收益為 40.6 億美元。投資該節目的史蒂夫·班農後來說：“我們計算過如果它加入廣播聯賣會給我們帶來什麼。我們錯了五倍之差”。2019 年 9 月，維亞康姆（現為維亞康姆哥倫比亞廣播公司）宣布已從 TBS 獲得該系列的有線電視聯賣版權，並於 2021 年 10 月開始在喜劇中心播出。

## 製作
《宋飛正傳》最初是一個 23 分鐘名為《宋飛事記》的試播，由傑里·賽恩菲爾德和拉里·大衛創作，NBC 總裁里克．路溫策劃，城堡石娛樂公司製作。它融合了賽恩菲爾德的脫口秀套路和獨特的對話場景，專注於日常生活的瑣碎地方，如洗衣、扣鈕扣在襯衫最上面的鈕門，以及男人努力試圖解釋女人在宋飛的公寓裡過夜的意圖。
試播集是在德西盧·卡萬加 (Desilu Cahuenga) 工作室的第 8 劇院拍攝，該工作室曾是《迪克範戴克秀》的拍攝場地（劇組認為這是一個好兆頭），並在好萊塢的“仁瑪 (Ren-Mar)”工作室錄製。1989 年初，該試播集在加利福尼亞州伯班克某些 NBC 高層面前首次放映。它並沒有像過去十年以來像 NBC 的《考斯比一家》和《黃金女郎》等成功的試播所帶來爆發般的笑聲。布蘭登·塔奇科夫不相信這個節目會受歡迎。作為一名來自紐約的猶太人，塔奇科夫將其描述為“太紐約，太猶太”（這觀點也會導致科斯莫這角色後來的姓氏從聽起來更像猶太人的“凱斯勒 (Kessler) ”更改為“克萊默”。而收看試播觀眾更加苛刻，NBC 當時的做法是通過電話招募 400 戶家庭，要求他們評估在其有線系統上空出的頻道中播出的試播集。 NBC 研究部門的一份備忘錄將試播集在受訪者中的表現總結為“弱”，當時 NBC 娛樂部門的第二把手沃倫·利特菲爾德 稱之為“刺入心臟的匕首”。評論包括，“你不能對兩個人去自助洗衣店覺得太興奮”； “傑瑞的失敗朋友喬治不是一個有力的角色”； “傑瑞需要更強大的配角”；以及“他們為什麼要為這些愚蠢的故事去中斷原有節目？”賽恩菲爾德和大衛多年來沒有看到備忘錄，但在他們知悉後，就把它掛在片場的洗手間裡。 賽恩菲爾德評論道，“我們認為，如果有人進去使用這個洗手間，這是他們將會看到的東西。它適合那個時刻。”
在該節目的試播集拍攝期間，負責製作的城堡石娛樂還為 NBC 製作了另一個由安·吉莉恩主演，跟安·吉莉恩差不多相似的同名電視連續劇的試播集。當《宋飛記事》在觀眾中的表現不佳時，城堡石將重點放在吉莉恩的系列上，該系列在觀眾中的表現更好，並獲得了全季訂購。 《安·吉莉恩》 僅維持了單一季的 13 集，並於 1990 年底停播。
當 NBC 在 1989 年 5 月宣布其 1989 - 90（黃金時段）時間表時，《宋飛記事》並未包括在內，但支持該節目的人並沒有放棄。該試播集於 1989 年 7 月 5 日首次播出，並在與 CBS 警察劇《傑克與胖子》的競爭時段中獲得第二名，尼爾森評級為 10.9/19。收視率並未顯示出塔奇科夫所預測的區域偏差，這讓節目的支持者大為鼓舞。路溫取消了為卜合該季特備節目其中一項的預算，因此娛樂部門有錢再預訂 4 集 《宋飛記事》，這構成了該劇第一季的其餘部分（該系列隨後更名為 《宋飛正傳》） ——  沒有這一舉措，芝加哥論壇報 專欄作家菲爾·羅森塔爾 後來說 “這就不會有《宋飛正傳》”。雖然這對一個新系列是一個非常低的訂購集數 —— 也是電視歷史上最小的處境喜劇訂購 —— 但當城堡石將節目賣到其他網絡時，並沒有找到任何其他買家，最後接受了訂單。第一季第二集《宋飛正傳》直到 1990 年 5 月 30 日才重返電視頻道，又過了三年才成為收視率前 5 的節目。當時負責 NBC 研究部門的普雷斯頓·貝克曼 (Preston Beckman) 回憶說道：“這個節目與眾不同。沒有人見過這樣的東西。測試不佳的節目能播出並非不尋常，但非常罕見他們成了大熱。”
第一季在 1990 年 7 月 5 日第一次重播時，它獲得了 13.9/26 的收視。這高收視率足以確保鎖定有第二季。 NBC 的研究顯示，該節目很受年輕男性的歡迎，這是廣告商尋求的族群。這給了 NBC 繼續播放該節目的動力。一位 DVD 評論家布里·特吉列 (Britt Gillette) 寫道：“這個最初的集數展示了使「宋飛」成為一種文化現象的亮點。”
除了試播集外，該劇還在加利福尼亞州工作室城的 CBS 哥倫比亞廣播公司工作室中心 (CBS Studio Center) 拍攝。前三季是在 19 號攝影棚拍攝；然後它轉移到更大的第 9 劇場進行剩餘的製作。雖然在紐約市拍攝了許多劇中定場鏡頭，演員在紐約街頭行走的外景場地也是在 CBS 工作室中心拍攝的。還使用了 CBS 製片廠上的其他位置，以及在派拉蒙工作室 (Paramount Studios) 和好萊塢華納兄弟工作室 ( Warner Brothers Studios Hollywood) 拍攝的場景。
小規模的佈景引致對演員造成問題，特別是傑瑞的公寓；亞歷山大指出：“如果你知道自己在做一個九年的系列節目，你就永遠不會製作那個佈景了”。更糟糕的是，劇本上只包含很少的動作指引，演員只好在說話時要努力作出要做的動作。最終，他們養成了互相指導如何讓動作看起來自然的習慣。亞歷山大說這幫助他們建立了彼此的化學作用。
拍攝通常會持續很長時間，因為演員和大衛都是完美主義者。如果一個笑話沒有引起他們預期的反應，他們就會重寫劇本並且再次重演。在至少一個例子「海洋生物學家 (The Marine Biologist)」中，導致大衛寫了全新的一幕，並要求亞歷山大在幾分鐘內記住一段獨白。背景笑聲聲帶僅用於配合拍攝，而不是作為人為添加的笑聲。

## 高清版本
《宋飛正傳》 有兩個高清版本。 第一個是由原始寬高比為 4:3 的網絡電視（非廣播聯賣）版本，為 DVD 版本而縮小比例版。 在 NBC《宋飛正傳故事》特備節目上， 可以看到這個高清版本的提升版片段。廣播聯賣的電視台和 TBS 有線網絡開始播放聯合版的《宋飛正傳》高清版。 與 DVD 使用的版本不同，索尼影業對畫面的頂部和底部進行了裁剪，同時從原本 35 毫米菲林中恢復了先前在邊傍裁走的映像，而可以用到整個 16:9 畫面。

## 回響與貢獻
蒙大拿大學的伊麗莎白·馬格諾塔 (Elizabeth Magnotta) 和 亞歷山珊拉·斯特羅爾 (Alexandra Strohl) 利用幽默的不調和理論來分析《宋飛正傳》的成功：“不調和理論聲稱幽默是由於違反預期而產生的。要從這種意想不到的結果中做成幽默，事件必須有一個合適的情勢、設定的構成、角色、事先的對話、角色關係及話題。”馬格諾塔和斯特羅爾特意聚焦於「海洋生物學家」，其中喬治又涉及了另一個謊言，以及在「紅點」中，喬治意圖為了對伊萊恩的花費上慳回幾美元而送給伊萊恩一件因有瑕疵而割價的開士米羊絨衫來。
在“翻譯《宋飛正傳》”中，紐約時報暢銷作家珍妮花·阿姆斯特朗 (Jennifer  Armstrong) 指出《宋飛正傳》不太受非英語人士的歡迎，因為其獨特的幽默風格“過於文化和用語，無法輕鬆翻譯”。卡羅爾·伊安諾 (Carol Lannone) 在她的摩登時代 (Modern Age) 期刊文章中總結了《宋飛正傳》這部美國大受歡迎的傳奇 ：“政治不正確的喜劇”，她還說：“這可能是第一部真正達到最新理念的處境喜劇”。
東倫敦大學的諾德·米勒 (Nod Miller) 討論了該節目自我參照的特質：
《宋飛正傳》充滿了後現代主題。首先，現實與虛構之間的界限往往是模糊的：這劇集的重心設定，即讓傑里·賽恩菲爾德扮演傑瑞·宋飛角色，正好說明這一點。在該節目的第四季中，有幾集圍繞著傑瑞和喬治（其角色是共同創作者拉里．大衛的另一個自我）的故事展開，他們依照一位脫口秀喜劇演員的日常生活向 NBC 推銷“一齣關於沒有甚麼的節目”。眾所周知，虛構的 NBC 高層的回應呈現了最終起用宋飛的人最初的反應。第四季以「試播集」結束，這一集重點介紹了劇中劇傑瑞的選角、錄製和放映。這一集還巧妙地說明了自我參照的特質，這是《宋飛正傳》的標誌之一。該系列的結局充滿了對早期節目的參照，以至於對那些尚未熟知《宋飛正傳》世界的人物面貌和神髓的人來說，它在很大程度上是無法理解的。
賓夕法尼亞州國王學院 (威爾克斯-巴里) 哲學教授威廉·歐文編輯了一本關於哲學的學術論文選集，收錄在《宋飛正傳和哲學：一本關於一切與沒有甚麼的書》中。一些篇章包括“傑瑞問題和蘇格拉底問題”、“喬治對幸福追求的失敗：亞里士多德的分析”、“伊萊恩的道德特質”、“引誘者克萊默”、“從冇到有：宋飛正傳、詭辯和道”、“宋飛正傳、主觀性和薩特”、“彼得曼先生、西方的邪惡女巫和我”以及“最低限度體面的撒瑪利亞人和不尋常的定律”。

### 獎項與題名
《宋飛正傳》在 1990 年代中期獲得了各種類別的獎項和提名。它於 1993 年獲得艾美獎最佳喜劇系列獎，1994 年獲得金球獎最佳電視連續劇（喜劇）獎，並在 1995、1997 和 1998 年獲得美國演員工會獎的喜劇系列劇集傑出表演獎。除此之外，該劇還獲得了 1992 年至 1998 年艾美獎最佳喜劇系列提名、1994 年至 1998 年金球獎最佳電視連續劇（喜劇）提名以及美國演員工會獎的傑出表演獎。 1995 年至 1998 年的喜劇系列。該節目甚至在 1993 年獲得了皮博迪獎。
電視指南將其評為 2002 年有史以來最偉大的電視節目。2013 年，該雜誌將其列為第二偉大電視節目。一個 2015 年好萊塢報道對 2,800 名演員、製片人、導演和其他行業人士的調查將《宋飛正傳》列為他們最喜歡的節目第五位。

## 消費商品
《宋飛正傳》的一個經常出現的特點是容納特定的產品，尤其是利用糖果作為情節點。這些可能是情節特別設定的核心，例如，細路薄荷糖、特趣、咪咪笑、咀嚼水果糖、一口大小的三劍客、士力架 (Snickers)、雀巢大號、噢 亨利!、德雷克的咖啡蛋糕 (Drake's Coffee Cake) 和 皮禮士糖，或糖果與客串角色拉上關係（例噢 亨利！酒吧）或出現在閒聊之中，例如，咪咪笑、克拉克巧克力條 (Clark Bar)、奶油夾心蛋糕。整個系列中還展示了大量非糖果產品。
該節目的創作者聲稱他們並沒有為了商業利益而採用植入式廣告策略。使用真實世界產品的一個動機，與商業考慮完全無關，而是聽起來很有趣的短語和單詞的喜劇重要性。 “我知道我想讓克萊默把看手術的感覺就像去看電影一樣”，《宋飛正傳》的作家兼製片人安迪·羅賓 (Andy Robin) 在好萊塢報導發表的一次採訪中解釋道。 “一開始，我想可能是一塊爆米花掉到了病人身上。我在哥哥旁邊演繹出來，他說，'不，細路薄荷糖只是更有趣。'”
許多廣告商都投放資金在《宋飛正傳》的人氣。美國運通製作了一套網絡劇，傑瑞·宋飛和一位動畫超人（由曾在宋飛劇中飾演帕迪的派屈克·華博頓配音）在其廣告中演出。 今日海綿 的製作者在他們的網站上創作了“海綿價值 (Spongeworthy)”遊戲，靈感來自「海綿 (The Sponge)」。一則廣告以傑森·亞歷山大為主角，出現在佳士拿汽車的商業廣告中。這裡，亞歷山大的行為很像喬治的角色，而他與李·艾科卡的關係類似喬治與劇中斯坦布倫納的關係。同樣，邁克爾·李察士是沃達豐在澳洲投放的一系列廣告的焦點，在那裡他的穿著和行為與克萊默完全一樣，包括標誌性笨手笨腳的跌跌撞撞。
此外，該節目偶爾還會加入虛構產品，例如名為“軒尼根 (Hennigan's)”的近似蘇格蘭品牌（“軒尼詩 (Hennessy)”和“布蘭尼根 (Brannigans)”的混合物和名為“里諾牛肉 (Beef-a-reeno)”的罐頭肉製品（模仿“羅尼牛肉 (Beef-a-roni”）。

## 家庭媒體

### 錄影帶 (VHS)
長達一小時分兩部分的片段節目《一百段精華 (The Highlights of 100)》於 1995 年發行錄影帶 (VHS)，成為第一部提供在家庭媒體中播放的《宋飛正傳》劇集。

### 光碟 (DVD)
索尼影業家庭娛樂公司 在 2004 年至 2007 年間在 DVD 區域 1、2 和 4 中以 DVD 形式發行了《宋飛正傳》的所有九季。2007 年 11 月 6 日，《宋飛正傳：全集》以 DVD 形式發行。完整的系列套裝包括 2007 年四位主要演員和拉里大衛的「圓桌會議」重聚；其中的只有精華片段也包含在第 9 季系列中。
在澳洲（第 4 區），第一個完整系列套裝於 2007 年 10 月 24 日發行。該套裝包含「咖啡桌書 (The Coffee Table Book)」和書套包裝，是限量版。在 2007/2008 年尾，所有個別季度都在一個阿瑪雷 (Amaray) 風格的盒子中重新發行。第二款盒裝於 2008 年 12 月 2 日發行，是一款收藏冰箱設計包裝。 2009 年 8 月 5 日 另一個限量版盒裝發行，與第一個盒裝相似，但不包括書本，包裝略有不同。 2011 年 11 月 23 日，另一個限量版套裝發布，外觀與 2009 版幾乎相同，但有一些細微差別。 2018 年 11 月 14 日，慶節日祝版發行，其中包含餐巾紙和杯子、撲克牌和拇指摔跤小工具。 2020 年 8 月 12 日，又一款完整系列盒裝發行，這次盒裝為藍色，內含八個阿瑪雷風格的盒子。
| DVD 名稱             | 發行日期       | 發行日期       | 發行日期       |
| DVD 名稱             | 第一區         | 第二區         | 第四區         |
| -------------------- | -------------- | -------------- | -------------- |
| 第一冊: 第一及第二季 | 2004年11月23日 | 2004年11月1日  | 2004年10月13日 |
| 第二冊: 第三季       | 2004年11月23日 | 2004年11月1日  | 2004年10月18日 |
| 第三冊: 第四季       | 2005年5月17日  | 2005年6月13日  | 2005年5月25日  |
| 第四冊: 第五季       | 2005年11月22日 | 2005年11月28日 | 2005年11月23日 |
| 第五冊: 第六季       | 2005年11月22日 | 2005年11月28日 | 2005年11月23日 |
| 第六冊: 第七季       | 2006年11月21日 | 2006年11月20日 | 2006年11月8日  |
| 第七冊: 第八季       | 2007年6月5日   | 2007年6月4日   | 2007年6月13日  |
| 第八冊: 第九季       | 2007年11月6日  | 2007年11月19日 | 2007年10月24日 |
| 完整系列 (原裝版)    | 2007年11月6日  | N/A            | N/A            |
| 完整系列 (再發行版)  | 2013年11月5日  | 2018年10月9日  | N/A            |

### 串流媒體

#### All 4 (英國)
免費串流媒體服務 All 4 自 2020 年 2 月起一直以其原始的 4:3 格式播放 《宋飛正傳》。

#### Prime Video (英國)
2017 年 1 月，亞馬遜公司替亞馬遜 Prime 串流媒體服務收購了在英國《宋飛正傳》全季的版權。

#### Crave (加拿大)
在加拿大，該系列在 Crave 上播放，於 2021 年 9 月 30 日退出。

#### Hulu (美國)
2015 年 4 月 29 日，在 Hulu 在紐約的予告發佈會中，正式宣布《宋飛正傳》的所有九季將從 2015 年 6 月開始通過串流服務在線播放。該消息首先由 Deadline Hollywood 和綜藝雜誌報導，稱這筆交易約為 1.3 億至 1.8 億美元。2015 年 5 月 20 日，Hulu 宣布各集將於 2015 年 6 月 24 日開始播出。Hulu 對該系列的串流媒體權於 2021 年 6 月 23 日期滿。

#### Stan (澳洲)
2016 年 11 月 8 日，澳洲串流媒體服務 Stan 通過推特宣布，週內晚些時候所有集數將首次在澳洲播放。所有集數自 2016 年 11 月 11 日起提供，平台中所有劇數的重新製作版本均具有高清和寬屏增強功能。所提供的寬屏是從原始的 4:3 格式底片中裁剪出來的，因此比以前可用的 DVD 版本具有更好的視覺質素，但是，框架的頂部和底部被裁走以實現寬屏縱橫比例。 2020 年 4 月，還通過按需付費電視服務 Foxtel 及其基於互聯網的替代 Foxtel Now 提供《宋飛正傳》的所有季度。

#### Netflix
2019 年 9 月，Netflix 和索尼影業宣布，Netflix 已獲得《宋飛正傳》的全球獨家串流媒體版權，從 2021 年 10 月 1 日開始，取代上述 Hulu 和亞馬遜版權。 於 2021 年 10 月 1 日，Netflix 的《宋飛正傳》版本以 4K 解像度提供。由於最初以 4:3 縱橫比顯示的節目已轉換為 16:9，導致一些笑位被裁走，這種轉變受到批評。類似情況出現於 Disney+ 在最初版的《辛普森一家》上。Netflix 尚未對這種情況發表評論。

## 《宋飛正傳》之後

### 另一個情景
2007 年 11 月 1 日，在與喬恩·史都華合作的《每日秀》一集中，傑里·賽恩菲爾德提到了角色在出獄後拍攝最後一幕的可能性。他提到當時他太忙了，沒有時間做這件事，但沒有宣布這個情景會意味什麼，因為它的製作沒有成事。
在最後一季 DVD 的評論中，賽恩菲爾德解說了他和傑森·亞歷山大談到了僧侶咖啡館裡的這一幕，喬治說“那太殘酷了”，指的是四人組在監獄裡的經歷。
在傑里·賽恩菲爾德 於 1999 年 10 月 2 日主持的《周六夜現場》節目中，製作了一張草圖，展示了傑瑞被轉送到 HBO 電視劇《監獄風雲 (Oz) 》中所描繪的虛構監獄後的生活。大約四分鐘的草圖展示了 HBO 系列的開場字幕，及傑瑞在監獄內周圍進行各種活動的片段。草圖接續並夾雜了《監獄風雲》和 《宋飛正傳》的不同故事情節，同時讓傑瑞以他典型的機智、諷刺的方式與劇集中的各個角色互動。

### 《宋飛正傳》詛咒
路易絲-卓佛、亞歷山大和李察士都嘗試擔當主角去推出新的處境喜劇。幾乎每個節目；通常是在第一季，都很快被終止。這導致宋飛詛咒這個詞的出現：由三位中之一人主演的處境喜劇的失敗，雖然傳統觀念認為各人的《宋飛正傳》聲望幾乎可以保證演員新的節目有強大的固定觀眾。特別提到的關於《宋飛正傳》詛咒的節目是茱莉亞．路易絲-卓佛的《關注艾莉 (Watching Ellie)》、傑森·亞歷山大的《鮑勃·帕特森 (Bob Patterson)》和《聽著！(Listen Up!)》和邁克爾·李察士的《邁克爾．李察士秀 (The Michael Richards Show)》。
這現像在拉里·大衛於 2001 年在HBO 播出的節目《人生如戲 (Curb Your Enthusiasm)》第二季中一直有提及。在現實生活中，大衛一再駁斥詛咒的看法，他說：“這樣是如此徹底地白癡的。一個成功的處境喜劇是非常難有詛咒。”
路易絲-卓佛在 2006-2010 年 CBS 處境喜劇《老姬絲汀的新歷險記》中的成功，包括在 2006 年獲得黃金時段艾美獎喜劇系列傑出女主角獎，讓許多人相信她已經打破了詛咒。在她的獲獎感言中，路易絲-卓佛舉起她的獎項並高呼：“我不是一個真正相信詛咒的人，但詛咒這個吧，寶貝！”該節目製作了足夠多的集數，可以在廣播聯賣重播多年，其他節目沒有達到這目標。由路易絲-卓佛客席主持的周六夜現場一集提到了詛咒。儘管如此，該系列的收視率很快下降，並在第五季不久後被取消。她繼續贏得六項艾美獎（喜劇系列女主角），因為她在 HBO 喜劇系列《副總統莎蓮娜》中擔任副總統莎蓮娜·邁耶的出色表演。

### 人生如戲
2009 年 3 月初，有關方面宣布《宋飛正傳》的演員將在《人生如戲》第七季重聚。演員班底首次出現在該季的第三集中，所有人都扮演了他們虛構的自己版本。 這個長達整個季度的故事是，拉里·大衛嘗試策劃一個《宋飛正傳》 重聚節目，以此作為贏回前妻謝麗爾 (Cheryl) 的招數。 除了四個主要角色外，一些《宋飛正傳》的配角，如韋恩·禮特、埃斯特·哈里斯和史蒂夫·海特納，出現在第九集的重聚節目對稿劇情。 雖然《人生如戲》中的很多對白都是即興創作，但情節是有劇本的，而且在節目中播出的《宋飛正傳》特備節目由《宋飛正傳》慣常的編劇和導演安迪·阿克曼擔任，這是《宋飛正傳》結束以來第一次主要演員一起出現在一個有劇本的節目中。

### 喜劇演員靚車歎咖啡
2014 年 2 月 2 日，傑里·辛菲爾德、傑森·亞歷山大和韋恩·禮特扮演各自在《宋飛正傳》的角色，出現在第 48 屆超級碗中場休息期間。FOX 想出了做這樣一個場合的意念，部分原因是那年超級碗的地點是紐約。一個未刪減的版本隨即出現在 Crackle.com 上，作為《喜劇演員靚車歎咖啡》中的一集，劇目為「歡呼過度 (The Over-Cheer) 」，將宋飛在劇中的角色碓定為年紀大一點版的宋飛。儘管該場戲是用來為網上播放的宋飛系列做廣告，但它不被視為商業廣告，因為製作該系列的索尼並未為此支付廣告費用。雖然宋飛表示該網絡劇可能是最後一次演員重聚，他說：“我有一種感覺，你已經看到了那個非常獨特體驗的最後結尾。”從那時起，邁克爾·理察士和朱莉婭·路易絲-卓佛也曾劇在集中出現。